# Národní platforma SBToolCZ
Národní platforma SBToolCZ je česká nezisková organizace založená 23. prosince 2011 v Praze. Jejím hlavním cílem je podpora udržitelného stavění v ČR a provozování, správa a rozvoj certifikačního systému a výkon certifikace komplexní kvality budov za užití národní metodiky SBToolCZ. Národní platforma SBToolCZ se tak snaží podněcovat k lepšímu vystavěnému prostředí, kdy se zohledňují dopady staveb na životní prostředí a zároveň vybudovaná kvalita vedoucí k zdravějšímu vnitřnímu prostředí uživatel a obyvatel. 
Zakládajícími členy jsou Fakulta stavební ČVUT v Praze, Technický a zkušební ústav stavební Praha, s.p.(TZÚS Praha,s.p.) a Výzkumný ústav pozemních staveb - Certifikační společnost, s.r.o.